# برچسب انرژی
برچسب انرژی برچسبی است که روی کالاهای مورد استفاده در ساختمان‌ها نصب می‌شود و نشان‌دهندهٔ کیفیت محصولات از نظر مصرف انرژی است. در این برچسب که برای وسیله‌های انرژی‌بر به کار می‌رود، شاخص مصرف انرژی وسیله با استفاده از حروف لاتین A تا G مشخص می‌شوند که هر حرف دارای رنگی مخصوص به خود از سبز تا قرمز است. با استفاده از این برچسب می‌توان بازدهی وسایل گوناگون را مقایسه کرد. در این برچسب افزون بر رتبهٔ مصرف انرژی، نام محصول، نام کارخانه تولیدی، مدل محصول و آرم مؤسسه استاندارد و تحقیقات صنعتی ایران دیده می‌شود. همچنین در برخی از برچسب‌ها ممکن است برخی از شاخص‌های مورد نظر مصرف‌کنندگان نیز نوشته شود. برچسب انرژی در بیشتر کشورهای جهان وجود دارد.
حرف A ( و حروف A مثبت که از A بالا تر هستند ) در برچسب انرژی که با زمینهٔ سبز پررنگ نمایش می‌یابد، نشان‌دهندهٔ کمترین مصرف انرژی و بیشترین کارایی وسیله و حرف G که با رنگ قرمز مشخص می‌شود نشانهٔ وسایل دارای بیشترین مصرف و کمترین کارایی است.

## تاریخچهٔ برچسب انرژی در ایران
با توجه به بالا بودن مصرف انرژی در بخش صنعتی و خانگی در ایران و عدم توجه تولیدکنندگان به بازدهی وسایل تولیدیشان و نیز عدم اطلاع مصرف‌کنندگان در این زمینه، دولت ایران در پی تعیین استانداردی برای مصرف انرژی در وسایل انرژی‌بَر خانگی برآمد. گام‌های اولیه در جهت تعیین این استاندارد از سال ۱۳۷۵ آغاز شد. در همین راستا آزمایشگاه ملی صرفه جویی انرژی در سال ۱۳۷۸ تأسیس گردید. اولین استاندارد مصرف انرژی در کشور برای یخچال و فریزرها تدوین شد و کلیهٔ کارخانه‌های سازنده ملزم به الصاق آن بر روی محصولات خود شدند. هم‌اکنون برای اکثر وسایل انرژی‌بر خانگی معیارهای تعیین بازدهی مشخص شده‌اند و استفاده از این برچسب رایج شده‌است. تهیهٔ استانداردهای مصرف انرژی، برچسب انرژی و سیاست‌گذاری‌ها در این زمینه، بر عهدهٔ  سازمان بهره‌وری انرژی ایران  و شرکت بهینه‌سازی مصرف سوخت است.
در ساختمان‌های خانگی جدید نیز مانند وسایل خانگی استفاده از برچسب انرژی ساختمان اجباری است.

## قسمت‌های مختلف
برچسب انرژی از چند بخش تشکیل می‌شود، بخش‌های اول تا سوم به ترتیب عبارتند از علامت تجاری شرکت سازنده، نام شرکت سازنده و مدل دستگاه. حروف لاتین مشخص‌کنندهٔ برچسب انرژی در بخش چهارم برچسب مشخص می‌شوند. مصرف انرژی دستگاه بر اساس استاندارد ملی تدوین شده در بخش آزمون استاندارد، در بخش پنجم می‌آید و سایر بخش‌ها بیانگر اطلاعات ویژهٔ همان نوع وسیله است. از سال 2010 میلادی درجه بندی برچسب انرژی از A به +++A ارتقا داده شده است.

## مزایای استفاده از برچسب انرژی
- انتخاب درست و آگاهانه مردم در هنگام خرید وسایل برقی خانگی
- کاهش آلودگی های زیست محیطی
- کاهش هزینه های انرژی مصرفی خانوار
- آگاه سازی مردم با میزان مصرف و کارایی دستگاه برقی
- ارائه اطلاعات اختصاصی ویژه هر وسیله برقی
- بهینه سازی و کاهش مصرف انرژی